# Erik Laxman
Erik Laxman, född den 27 juli 1737 i Nyslott, död den 16 januari 1796, var en finlandssvensk präst, naturforskare och upptäcktsresande. Han är mest känd för sin kartläggning av Sibiriens fauna och för sina försök att etablera kontakter mellan Ryska imperiet och Japan. Han var far till Adam Laxman.

## Utbildning och tidig karriär
1757 började Laxman sina studier vid Kungliga Akademien i Åbo, han ordinerades därefter till präst i Sankt Petersburg och 1762 anställdes han som lärare vid en tysk privatskola. 1764 blev han utnämnd till predikant i en luthersk-tysk församling i Sibirien med huvudstation i Barnaul. I Sibirien ägnade sig Laxman, som vid avresan utsetts till ryska vetenskapsakademien korrespondent och därför åtnjöt ett anslag, åt naturvetenskaplig samlarverksamhet.

## Upptäcktsresor och forskning
Bland hans resor från denna tid är den märkligaste en färd om 3 000 km till Irkutsk, Bajkalsjön, Kjachta och kinesiska gränsen (1766–1767). Då han 1768 återvände till Petersburg, var han redan känd i den lärda världen. 1769 invaldes han som utländsk ledamot nummer 73 av Kungliga Vetenskapsakademien. 1770 utnämndes han till professor i ekonomi och kemi vid vetenskapsakademin i Petersburg. Som skriftställare var han föga produktiv.
1780 anställdes han, med titel av bergsråd, som biträde åt chefen för gruvorna i Nertjinsk i östra Sibirien, men kallades 1782 tillbaka till Petersburg för att ansvara for brister och oriktigheter i de räkenskaper han hade att föra, varav följden blev hans avsättning. Troligtvis bestod hans fel endast i bristande ämbetsmannainsikt och ordningssinne. Han tillbragte efter detta missöde två år i närheten av Nertjinsk i den föga ansedda ställningen av ispravnik (ungefär motsvarande vårt "länsman"), tills han 1784 blev antagen till mineralogisk resande för kejserliga kabinettet, en post, som han innehade till sin död.
Han bosatte sig i Irkutsk i närheten av Bajkalsjön. Men hans vandringslust hade icke minskats med åren, och 1792 emottog han uppdraget att anordna en expedition, som skulle återföra några skeppsbrutna japanska undersåtar från Sibirien till hemlandet och tillika inleda handelsförbindelser med japanska riket. Därmed skulle vetenskapliga forskningar förenas. Laxman, som var välbekant med Carl Peter Thunbergs skrifter och mycket intresserad av Japan, deltog själv i början av färden, men överlämnade sedan ledningen åt sin son Adam Laxman, som, instruerad av fadern, med framgång fullgjorde uppdraget.
1795 utverkade Laxman sig understöd för en ny japansk expedition, men dog vid början av färden. Laxmans namn är bevarat i flera efter honom benämnda naturföremål.